# Pierre Jean Robiquet
Pierre Jean Robiquet (Rennes, 14 gennaio 1780 – Parigi, 29 aprile 1840) è stato un chimico francese.
Noto per i suoi studi sull'alizarina, l'asparagina, primo aminoacido scoperto e studiato (1805), e la codeina, che furono determinanti nello studio della chimica ottocentesca.

## Opere principali
- 1805 : Essai analytique des asperges Annales de chimie, 55 (1805), pp. 152–171.
- 1806 : La découverte d'un nouveau principe végétal dans le suc des asperges L.N. Vauquelin et P.J. Robiquet, Annales de Chimie, 57, pp. 88–93.
- 1810 : Expériences sur les cantharides, Robiquet, Annales de Chimie, 1810, vol. 76, pp. 302–322.
- 1812 : Observations sur la nature du kermès, Robiquet, Annales de Chimie, 81 (1812), pp. 317–331.
- 1816 : Recherches sur la nature de la matière huileuse des chimistes hollandais, Robiquet, Colin, Annales de Chimie et de Physique, 1816, vol. 1, pp. 337–45.
- 1817 : Observations sur le memoire de M. Sertuerner relatif à l'analyse de l'opium, Robiquet, Annales de Chimie et de Physique, 5 (1817), pp. 275–278;
- 1822 : Nouvelles experiences sur l'huile volatile d'amandes ameres, Robiquet, Annales de Chimie et de Physique, 21 (1822), pp. 250–255.
- 1826 : De l'emploi du bicarbonate de soude dans le traitement médical des calculs urinaires.
- 1826 : Sur un nouveau principe immédiat des végétaux (l'alizarine) obtenu de la garance Robiquet, Colin, Journal de pharmacie et des sciences accessoires, 12 (1826), pp. 407–412
- 1827 : Nouvelles recherches sur la matière colorante de la garance, Robiquet, Colin, Annales de chimie et de physique, 34 (1827), pp. 225–253.
- 1829 : Essai analytique des lichens de l'orseille, Robiquet, Annales de chimie et de physique, 42 (1829), pp. 236–257.
- 1830 : Nouvelles expériences sur les amandes amères et sur l'huile volatile qu'elles fournissent Robiquet, Boutron-Charlard, Annales de chimie et de physique, 44 (1830), pp. 352–382.
- 1831 : Nouvelles expériences sur la semence de moutarde.
- 1832 : Nouvelles observations sur les principaux produits de l'opium, P.J. Robiquet, Annales de chimie et de physique, 51 (1832), pp. 225–267.
- 1832 : Notice historique sur André Laugier (suivie d'une autre notice sur Auguste-Arthur Plisson).